# Unbreakable (singel Conchity Wurst)
Unbreakable – debiutancki singel Conchity Wurst, wydany 22 listopada 2011 roku nakładem wytwórni fonograficznej Sony Music Entertainment. Utwór został zaprezentowany po raz pierwszy na żywo w finale austriackiego programu rozrywkowego Die große Chance 11 listopada 2011 roku, podczas którego drag queen zajęła ostatecznie szóste miejsce.

## Listy utworów i formaty singla
Digital download
1. „Unbreakable”  – 3:31

## Pozycje na listach
| Lista przebojów             | Pozycja |
| --------------------------- | ------- |
| Austria (Ö3 Austria Top 40) | 32      |